# Stanley Cup playoff 1996
I playoff della Stanley Cup 1996 del campionato NHL 1995-1996 hanno avuto inizio il 16 aprile 1996. Le sedici squadre qualificate per i playoff, otto da ciascuna Conference, hanno giocato una serie di partite al meglio di sette per i quarti di finale, semifinali e finali di Conference. I vincitori delle due Conference hanno disputato una serie di partite al meglio di sette per la conquista della Stanley Cup. I campioni di ciascuna Division conservarono il proprio ranking per l'intera durata dei playoff, mentre le altre squadre furono ricollocate nella graduatoria dopo ciascun turno.
Per la prima volta nei playoff della NHL tutte e sei le franchigie canadesi furono eliminate al primo turno. I campioni in carica dei New Jersey Devils non riuscirono a qualificarsi, così come per la prima volta tutte e tre le formazioni provenienti dalla California. Al contrario per la prima volta giunsero ai playoff entrambe le squadre della Florida. Questi furono gli ultimi playoff giocati dai Winnipeg Jets prima del loro trasferimento a Phoenix dove diventarono i Phoenix Coyotes. Per la seconda volta in tre anni tutte le Original Six si qualificarono ai playoff.

## Squadre partecipanti

### Eastern Conference
1. Philadelphia Flyers - vincitori della Atlantic Division e della stagione regolare nella Eastern Conference, 103 punti
2. Pittsburgh Penguins - vincitori della Northeast Division, 102 punti
3. New York Rangers - 96 punti
4. Florida Panthers - 92 punti
5. Boston Bruins - 91 punti
6. Montreal Canadiens - 90 punti
7. Washington Capitals - 89 punti
8. Tampa Bay Lightning - 88 punti

### Western Conference
1. Detroit Red Wings - vincitori della Central Division e della stagione regolare nella Western Conference e del Presidents' Trophy, 131 punti
2. Colorado Avalanche - vincitori della Pacific Division, 104 punti
3. Chicago Blackhawks - 94 punti
4. Toronto Maple Leafs - 80 punti
5. St. Louis Blues - 80 punti
6. Calgary Flames - 79 punti
7. Vancouver Canucks - 79 punti
8. Winnipeg Jets - 78 punti

### Tabellone
In ciascun turno la squadra con il ranking più alto si sfidò con quella dal posizionamento più basso, usufruendo anche del vantaggio del fattore campo. Nella finale di Stanley Cup il fattore campo fu determinato dai punti ottenuti in stagione regolare dalle due squadre. Ciascuna serie, al meglio delle sette gare, seguì il formato 2–2–1–1–1: la squadra migliore in stagione regolare avrebbe disputato in casa Gara-1 e 2, (se necessario anche Gara-5 e 7), mentre quella posizionata peggio avrebbe giocato nel proprio palazzetto Gara-3 e 4 (se necessario anche Gara-6).
|  | Quarti di finale Conference | Quarti di finale Conference                      | Quarti di finale Conference |   |                    | Semifinali Conference | Semifinali Conference | Semifinali Conference |                    |                    | Finali Conference  | Finali Conference  | Finali Conference  |  |  | Finale Stanley Cup | Finale Stanley Cup | Finale Stanley Cup |
|  |                             |                                                  |                             |   |                    |                       |                       |                       |                    |                    |                    |                    |                    |  |  |                    |                    |                    |
|  | 1                           | Philadelphia Flyers                              | 4                           |   |                    | 1                     | Philadelphia Flyers   | 2                     |                    |                    |                    |                    |                    |  |  |                    |                    |                    |
|  | 8                           | Tampa Bay Lightning                              | 2                           |   |                    | 4                     | Florida Panthers      | 4                     |                    |                    |                    |                    |                    |  |  |                    |                    |                    |
|  |                             |                                                  |                             |   |                    |                       |                       |                       |                    |                    |                    |                    |                    |  |  |                    |                    |                    |
|  | 2                           | Pittsburgh Penguins                              | 4                           |   |                    |                       |                       |                       | Eastern Conference | Eastern Conference | Eastern Conference | Eastern Conference | Eastern Conference |  |  |                    |                    |                    |
|  | 2                           | Pittsburgh Penguins                              | 4                           |   |                    |                       |                       |                       | Eastern Conference | Eastern Conference | Eastern Conference | Eastern Conference | Eastern Conference |  |  |                    |                    |                    |
|  | 7                           | Washington Capitals                              | 2                           |   |                    |                       |                       |                       |                    |                    |                    |                    |                    |  |  |                    |                    |                    |
|  | 7                           | Washington Capitals                              | 2                           |   |                    |                       |                       |                       |                    | 4                  | Florida Panthers   | 4                  |                    |  |  |                    |                    |                    |
|  |                             |                                                  |                             |   |                    |                       |                       |                       |                    | 4                  | Florida Panthers   | 4                  |                    |  |  |                    |                    |                    |
|  |                             | 2                                                | Pittsburgh Penguins         | 3 |                    |                       |                       |                       |                    |                    |                    |                    |                    |  |  |                    |                    |                    |
|  | 3                           | 2                                                | Pittsburgh Penguins         | 3 | New York Rangers   | 4                     |                       |                       |                    |                    |                    |                    |                    |  |  |                    |                    |                    |
|  | 3                           |                                                  |                             |   | New York Rangers   | 4                     |                       |                       |                    |                    |                    |                    |                    |  |  |                    |                    |                    |
|  | 6                           | Montreal Canadiens                               | 2                           |   |                    |                       |                       |                       |                    |                    |                    |                    |                    |  |  |                    |                    |                    |
|  | 6                           | Montreal Canadiens                               | 2                           |   |                    |                       |                       |                       |                    |                    |                    |                    |                    |  |  |                    |                    |                    |
|  |                             |                                                  |                             |   |                    |                       |                       |                       |                    |                    |                    |                    |                    |  |  |                    |                    |                    |
|  |                             |                                                  |                             |   |                    |                       |                       |                       |                    |                    |                    |                    |                    |  |  |                    |                    |                    |
|  | 4                           | Florida Panthers                                 | 4                           |   | 2                  | Pittsburgh Penguins   | 4                     |                       |                    |                    |                    |                    |                    |  |  |                    |                    |                    |
|  | 4                           | Florida Panthers                                 | 4                           |   | 2                  | Pittsburgh Penguins   | 4                     |                       |                    |                    |                    |                    |                    |  |  |                    |                    |                    |
|  | 5                           | Boston Bruins                                    | 1                           |   |                    | 3                     | New York Rangers      | 1                     |                    |                    |                    |                    |                    |  |  |                    |                    |                    |
|  | 5                           | Boston Bruins                                    | 1                           |   |                    |                       |                       |                       |                    | E4                 | Florida Panthers   | 0                  |                    |  |  |                    |                    |                    |
|  |                             | (Accoppiamenti ristabiliti dopo il primo turno.) |                             |   |                    |                       |                       |                       |                    | E4                 | Florida Panthers   | 0                  |                    |  |  |                    |                    |                    |
|  |                             | W2                                               | Colorado Avalanche          | 4 |                    |                       |                       |                       |                    |                    |                    |                    |                    |  |  |                    |                    |                    |
|  | 1                           | W2                                               | Colorado Avalanche          | 4 | Detroit Red Wings  | 4                     |                       |                       | 1                  | Detroit Red Wings  | 4                  |                    |                    |  |  |                    |                    |                    |
|  | 1                           |                                                  |                             |   | Detroit Red Wings  | 4                     |                       |                       | 1                  | Detroit Red Wings  | 4                  |                    |                    |  |  |                    |                    |                    |
|  | 8                           | Winnipeg Jets                                    | 2                           |   |                    | 5                     | St. Louis Blues       | 3                     |                    |                    |                    |                    |                    |  |  |                    |                    |                    |
|  | 8                           | Winnipeg Jets                                    | 2                           |   |                    | 5                     | St. Louis Blues       | 3                     |                    |                    |                    |                    |                    |  |  |                    |                    |                    |
|  |                             |                                                  |                             |   |                    |                       |                       |                       |                    |                    |                    |                    |                    |  |  |                    |                    |                    |
|  | 2                           | Colorado Avalanche                               | 4                           |   |                    |                       |                       |                       |                    |                    |                    |                    |                    |  |  |                    |                    |                    |
|  | 2                           | Colorado Avalanche                               | 4                           |   |                    |                       |                       |                       |                    |                    |                    |                    |                    |  |  |                    |                    |                    |
|  | 7                           | Vancouver Canucks                                | 2                           |   |                    |                       |                       |                       |                    |                    |                    |                    |                    |  |  |                    |                    |                    |
|  | 7                           | Vancouver Canucks                                | 2                           |   |                    |                       |                       |                       | 1                  | Detroit Red Wings  | 3                  |                    |                    |  |  |                    |                    |                    |
|  |                             |                                                  |                             |   |                    |                       |                       |                       | 1                  | Detroit Red Wings  | 3                  |                    |                    |  |  |                    |                    |                    |
|  |                             | 2                                                | Colorado Avalanche          | 4 |                    |                       |                       |                       |                    |                    |                    |                    |                    |  |  |                    |                    |                    |
|  | 3                           | 2                                                | Colorado Avalanche          | 4 | Chicago Blackhawks | 4                     |                       |                       |                    |                    |                    |                    |                    |  |  |                    |                    |                    |
|  | 3                           |                                                  |                             |   | Chicago Blackhawks | 4                     |                       |                       |                    |                    |                    |                    |                    |  |  |                    |                    |                    |
|  | 6                           | Calgary Flames                                   | 0                           |   |                    |                       |                       |                       |                    |                    | Western Conference | Western Conference | Western Conference |  |  |                    |                    |                    |
|  | 6                           | Calgary Flames                                   | 0                           |   |                    |                       |                       |                       |                    |                    | Western Conference | Western Conference | Western Conference |  |  |                    |                    |                    |
|  |                             |                                                  |                             |   |                    |                       |                       |                       |                    |                    |                    |                    |                    |  |  |                    |                    |                    |
|  | 4                           | Toronto Maple Leafs                              | 2                           |   | 2                  | Colorado Avalanche    | 4                     |                       |                    |                    |                    |                    |                    |  |  |                    |                    |                    |
|  | 4                           | Toronto Maple Leafs                              | 2                           |   | 2                  | Colorado Avalanche    | 4                     |                       |                    |                    |                    |                    |                    |  |  |                    |                    |                    |
|  | 5                           | St. Louis Blues                                  | 4                           |   |                    | 3                     | Chicago Blackhawks    | 2                     |                    |                    |                    |                    |                    |  |  |                    |                    |                    |

## Eastern Conference

### Quarti di finale di Conference

#### Philadelphia - Tampa Bay
| Filadelfia 16 aprile 1996 | Tampa Bay Lightning | 3 – 7 (0-3; 2-3; 1-1) referto | Philadelphia Flyers | CoreStates Spectrum (17.380 spett.)\| Arbitro: \| Don Koharski \| |
| Arbitro:                  | Don Koharski        |                               |                     |                                                                   |

| Filadelfia 18 aprile 1996 | Tampa Bay Lightning | 2 – 1 (d.t.s.) (0-1; 0-0; 1-0) referto | Philadelphia Flyers | CoreStates Spectrum (17.380 spett.)\| Arbitro: \| Paul Devorski \| |
| Arbitro:                  | Paul Devorski       |                                        |                     |                                                                    |

| Tampa 21 aprile 1996 | Philadelphia Flyers | 4 – 5 (d.t.s.) (2-1; 1-2; 1-1) referto | Tampa Bay Lightning | Thunderdome (25.945 spett.)\| Arbitro: \| Rob Shick \| |
| Arbitro:             | Rob Shick           |                                        |                     |                                                        |

| Tampa 23 aprile 1996 | Philadelphia Flyers | 4 – 1 (2-0; 1-1; 1-0) referto | Tampa Bay Lightning | Thunderdome (28.183 spett.)\| Arbitro: \| Mick McGeough \| |
| Arbitro:             | Mick McGeough       |                               |                     |                                                            |

| Filadelfia 25 aprile 1996 | Tampa Bay Lightning | 1 – 4 (0-1; 0-1; 1-2) referto | Philadelphia Flyers | CoreStates Spectrum (17.380 spett.)\| Arbitro: \| Bill McCreary \| |
| Arbitro:                  | Bill McCreary       |                               |                     |                                                                    |

| Tampa 27 aprile 1996 | Philadelphia Flyers | 6 – 1 (3-1; 2-0; 1-0) referto | Tampa Bay Lightning | Thunderdome (27.189 spett.)\| Arbitro: \| Andy Van Hellemond \| |
| Arbitro:             | Andy Van Hellemond  |                               |                     |                                                                 |

#### Pittsburgh - Washington
| Pittsburgh 17 aprile 1996 | Washington Capitals | 6 – 4 (1-2; 2-2; 3-0) referto | Pittsburgh Penguins | Civic Arena (16.238 spett.)\| Arbitro: \| Don Koharski \| |
| Arbitro:                  | Don Koharski        |                               |                     |                                                           |

| Pittsburgh 19 aprile 1996 | Washington Capitals | 5 – 3 (0-2; 3-1; 2-0) referto | Pittsburgh Penguins | Civic Arena (17.181 spett.)\| Arbitro: \| Mark Faucette \| |
| Arbitro:                  | Mark Faucette       |                               |                     |                                                            |

| Landover 22 aprile 1996 | Pittsburgh Penguins | 4 – 1 (2-0; 2-0; 0-1) referto | Washington Capitals | USAir Arena (18.130 spett.)\| Arbitro: \| Bill McCreary \| |
| Arbitro:                | Bill McCreary       |                               |                     |                                                            |

| Landover 23 aprile 1996 | Pittsburgh Penguins | 3 – 2 (d.t.s.) (0-1; 1-1; 1-0; 0-0; 0-0; 0-0) referto | Washington Capitals | USAir Arena (18.130 spett.)\| Arbitro: \| Dan Marouelli \| |
| Arbitro:                | Dan Marouelli       |                                                       |                     |                                                            |

| Pittsburgh 25 aprile 1996 | Washington Capitals | 1 – 4 (0-1; 1-2; 0-1) referto | Pittsburgh Penguins | Civic Arena (17.215 spett.)\| Arbitro: \| Kerry Fraser \| |
| Arbitro:                  | Kerry Fraser        |                               |                     |                                                           |

| Landover 27 aprile 1996 | Pittsburgh Penguins | 3 – 2 (3-0; 0-1; 0-1) referto | Washington Capitals | USAir Arena (17.256 spett.)\| Arbitro: \| Terry Gregson \| |
| Arbitro:                | Terry Gregson       |                               |                     |                                                            |

#### NY Rangers - Montreal
| New York 16 aprile 1996 | Montreal Canadiens | 3 – 2 (d.t.s.) (1-1; 0-0; 1-1) referto | New York Rangers | Madison Square Garden (18.200 spett.)\| Arbitro: \| Mark Faucette \| |
| Arbitro:                | Mark Faucette      |                                        |                  |                                                                      |

| New York 18 aprile 1996 | Montreal Canadiens | 5 – 3 (2-0; 1-1; 2-2) referto | New York Rangers | Madison Square Garden (18.200 spett.)\| Arbitro: \| Mick McGeough \| |
| Arbitro:                | Mick McGeough      |                               |                  |                                                                      |

| Montréal 21 aprile 1996 | New York Rangers | 2 – 1 (2-1; 0-0; 0-0) referto | Montreal Canadiens | Centre Molson (21.273 spett.)\| Arbitro: \| Terry Gregson \| |
| Arbitro:                | Terry Gregson    |                               |                    |                                                              |

| Montréal 23 aprile 1996 | New York Rangers | 4 – 3 (1-1; 3-0; 0-2) referto | Montreal Canadiens | Centre Molson (21.273 spett.)\| Arbitro: \| Paul Stewart \| |
| Arbitro:                | Paul Stewart     |                               |                    |                                                             |

| New York 26 aprile 1996 | Montreal Canadiens | 2 – 3 (0-1; 0-0; 2-2) referto | New York Rangers | Madison Square Garden (18.200 spett.)\| Arbitro: \| Rob Shick \| |
| Arbitro:                | Rob Shick          |                               |                  |                                                                  |

| Montréal 28 aprile 1996 | New York Rangers | 5 – 3 (4-1; 1-1; 0-1) referto | Montreal Canadiens | Centre Molson (21.273 spett.)\| Arbitro: \| Don Koharski \| |
| Arbitro:                | Don Koharski     |                               |                    |                                                             |

#### Florida - Boston
| Miami 17 aprile 1996 | Boston Bruins | 3 – 6 (1-3; 1-2; 1-1) referto | Florida Panthers | Miami Arena (14.703 spett.)\| Arbitro: \| Terry Gregson \| |
| Arbitro:             | Terry Gregson |                               |                  |                                                            |

| Miami 22 aprile 1996 | Boston Bruins | 2 – 6 (0-1; 2-3; 0-2) referto | Florida Panthers | Miami Arena (14.703 spett.)\| Arbitro: \| Rob Shick \| |
| Arbitro:             | Rob Shick     |                               |                  |                                                        |

| Boston 24 aprile 1996 | Florida Panthers | 4 – 2 (3-0; 1-1; 0-1) referto | Boston Bruins | FleetCenter (14.922 spett.)\| Arbitro: \| Kerry Fraser \| |
| Arbitro:              | Kerry Fraser     |                               |               |                                                           |

| Boston 25 aprile 1996 | Florida Panthers   | 2 – 6 (0-1; 1-3; 1-2) referto | Boston Bruins | FleetCenter (14.810 spett.)\| Arbitro: \| Andy Van Hellemond \| |
| Arbitro:              | Andy Van Hellemond |                               |               |                                                                 |

| Miami 27 aprile 1996 | Boston Bruins | 3 – 4 (1-2; 1-1; 1-1) referto | Florida Panthers | Miami Arena (14.703 spett.)\| Arbitro: \| Paul Devorski \| |
| Arbitro:             | Paul Devorski |                               |                  |                                                            |

### Semifinali di Conference

#### Philadelphia - Florida
| Filadelfia 2 maggio 1996 | Florida Panthers | 2 – 0 (0-0; 1-0; 1-0) referto | Philadelphia Flyers | CoreStates Spectrum (17.380 spett.)\| Arbitro: \| Dan Marouelli \| |
| Arbitro:                 | Dan Marouelli    |                               |                     |                                                                    |

| Filadelfia 4 maggio 1996 | Florida Panthers | 2 – 3 (1-0; 0-2; 1-1) referto | Philadelphia Flyers | CoreStates Spectrum (18.200 spett.)\| Arbitro: \| Mark Faucette \| |
| Arbitro:                 | Mark Faucette    |                               |                     |                                                                    |

| Miami 7 maggio 1996 | Philadelphia Flyers | 3 – 1 (2-0; 0-1; 1-0) referto | Florida Panthers | Miami Arena (14.703 spett.)\| Arbitro: \| Bill McCreary \| |
| Arbitro:            | Bill McCreary       |                               |                  |                                                            |

| Miami 9 maggio 1996 | Philadelphia Flyers | 3 – 4 (d.t.s.) (0-2; 2-1; 1-0) referto | Florida Panthers | Miami Arena (14.703 spett.)\| Arbitro: \| Rob Shick \| |
| Arbitro:            | Rob Shick           |                                        |                  |                                                        |

| Filadelfia 12 maggio 1996 | Florida Panthers | 2 – 1 (d.t.s.) (0-0; 0-1; 1-0; 0-0) referto | Philadelphia Flyers | CoreStates Spectrum (17.380 spett.)\| Arbitro: \| Don Koharski \| |
| Arbitro:                  | Don Koharski     |                                             |                     |                                                                   |

| Miami 14 maggio 1996 | Philadelphia Flyers | 1 – 4 (0-1; 0-0; 1-3) referto | Florida Panthers | Miami Arena (14.703 spett.)\| Arbitro: \| Terry Gregson \| |
| Arbitro:             | Terry Gregson       |                               |                  |                                                            |

#### Pittsburgh - NY Rangers
| Pittsburgh 3 maggio 1996 | New York Rangers   | 3 – 4 (0-0; 1-2; 2-2) referto | Pittsburgh Penguins | Civic Arena (17.181 spett.)\| Arbitro: \| Andy Van Hellemond \| |
| Arbitro:                 | Andy Van Hellemond |                               |                     |                                                                 |

| Pittsburgh 5 maggio 1996 | New York Rangers | 6 – 3 (2-0; 3-1; 1-2) referto | Pittsburgh Penguins | Civic Arena (17.181 spett.)\| Arbitro: \| Kerry Fraser \| |
| Arbitro:                 | Kerry Fraser     |                               |                     |                                                           |

| New York 7 maggio 1996 | Pittsburgh Penguins | 3 – 2 (3-0; 0-2; 0-0) referto | New York Rangers | Madison Square Garden (18.200 spett.)\| Arbitro: \| Dan Marouelli \| |
| Arbitro:               | Dan Marouelli       |                               |                  |                                                                      |

| New York 9 maggio 1996 | Pittsburgh Penguins | 4 – 1 (1-0; 1-1; 2-0) referto | New York Rangers | Madison Square Garden (18.200 spett.)\| Arbitro: \| Don Koharski \| |
| Arbitro:               | Don Koharski        |                               |                  |                                                                     |

| Pittsburgh 11 maggio 1996 | New York Rangers | 3 – 7 (0-1; 3-4; 0-2) referto | Pittsburgh Penguins | Civic Arena (17.355 spett.)\| Arbitro: \| Rob Shick \| |
| Arbitro:                  | Rob Shick        |                               |                     |                                                        |

### Finale di Conference

#### Pittsburgh - Florida
| Pittsburgh 18 maggio 1996 | Florida Panthers | 5 – 1 (2-0; 1-0; 2-1) referto | Pittsburgh Penguins | Civic Arena (17.355 spett.)\| Arbitro: \| Kerry Fraser \| |
| Arbitro:                  | Kerry Fraser     |                               |                     |                                                           |

| Pittsburgh 20 maggio 1996 | Florida Panthers   | 2 – 3 (0-0; 0-2; 2-1) referto | Pittsburgh Penguins | Civic Arena (17.181 spett.)\| Arbitro: \| Andy Van Hellemond \| |
| Arbitro:                  | Andy Van Hellemond |                               |                     |                                                                 |

| Miami 24 maggio 1996 | Pittsburgh Penguins | 2 – 5 (1-1; 1-1; 0-3) referto | Florida Panthers | Miami Arena (14.703 spett.)\| Arbitro: \| Bill McCreary \| |
| Arbitro:             | Bill McCreary       |                               |                  |                                                            |

| Miami 26 maggio 1996 | Pittsburgh Penguins | 2 – 1 (0-0; 0-1; 2-0) referto | Florida Panthers | Miami Arena (14.703 spett.)\| Arbitro: \| Don Koharski \| |
| Arbitro:             | Don Koharski        |                               |                  |                                                           |

| Pittsburgh 28 maggio 1996 | Florida Panthers | 0 – 3 (0-1; 0-1; 0-1) referto | Pittsburgh Penguins | Civic Arena (17.355 spett.)\| Arbitro: \| Mark Faucette \| |
| Arbitro:                  | Mark Faucette    |                               |                     |                                                            |

| Miami 30 maggio 1996 | Pittsburgh Penguins | 3 – 4 (0-1; 2-1; 1-2) referto | Florida Panthers | Miami Arena (14.703 spett.)\| Arbitro: \| Terry Gregson \| |
| Arbitro:             | Terry Gregson       |                               |                  |                                                            |

| Pittsburgh 1º giugno 1996 | Florida Panthers | 3 – 1 (1-0; 0-0; 2-1) referto | Pittsburgh Penguins | Civic Arena (17.355 spett.)\| Arbitro: \| Don Koharski \| |
| Arbitro:                  | Don Koharski     |                               |                     |                                                           |

## Western Conference

### Quarti di finale di Conference

#### Detroit - Winnipeg
| Detroit 17 aprile 1996 | Winnipeg Jets      | 1 – 4 (1-0; 0-0; 0-4) referto | Detroit Red Wings | Joe Louis Arena (19.983 spett.)\| Arbitro: \| Andy Van Hellemond \| |
| Arbitro:               | Andy Van Hellemond |                               |                   |                                                                     |

| Detroit 19 aprile 1996 | Winnipeg Jets | 0 – 4 (0-1; 0-3; 0-0) referto | Detroit Red Wings | Joe Louis Arena (19.983 spett.)\| Arbitro: \| Bill McCreary \| |
| Arbitro:               | Bill McCreary |                               |                   |                                                                |

| Winnipeg 21 aprile 1996 | Detroit Red Wings | 1 – 4 (0-1; 0-0; 1-3) referto | Winnipeg Jets | Winnipeg Arena (15.544 spett.)\| Arbitro: \| Mark Faucette \| |
| Arbitro:                | Mark Faucette     |                               |               |                                                               |

| Winnipeg 23 aprile 1996 | Detroit Red Wings | 6 – 1 (1-0; 3-1; 2-0) referto | Winnipeg Jets | Winnipeg Arena (15.557 spett.)\| Arbitro: \| Terry Gregson \| |
| Arbitro:                | Terry Gregson     |                               |               |                                                               |

| Detroit 26 aprile 1996 | Winnipeg Jets | 3 – 1 (0-0; 1-1; 2-0) referto | Detroit Red Wings | Joe Louis Arena (19.983 spett.)\| Arbitro: \| Dan Marouelli \| |
| Arbitro:               | Dan Marouelli |                               |                   |                                                                |

| Winnipeg 28 aprile 1996 | Detroit Red Wings | 4 – 1 (3-0; 0-0; 1-1) referto | Winnipeg Jets | Winnipeg Arena (15.567 spett.)\| Arbitro: \| Rob Shick \| |
| Arbitro:                | Rob Shick         |                               |               |                                                           |

#### Colorado - Vancouver
| Denver 16 aprile 1996 | Vancouver Canucks | 2 – 5 (1-1; 1-4; 0-0) referto | Colorado Avalanche | McNichols Sports Arena (16.061 spett.)\| Arbitro: \| Kerry Fraser \| |
| Arbitro:              | Kerry Fraser      |                               |                    |                                                                      |

| Denver 18 aprile 1996 | Vancouver Canucks | 5 – 4 (2-3; 2-0; 1-1) referto | Colorado Avalanche | McNichols Sports Arena (16.061 spett.)\| Arbitro: \| Dan Marouelli \| |
| Arbitro:              | Dan Marouelli     |                               |                    |                                                                       |

| Vancouver 20 aprile 1996 | Colorado Avalanche | 4 – 0 (1-0; 2-0; 1-0) referto | Vancouver Canucks | General Motors Place (18.422 spett.)\| Arbitro: \| Andy Van Hellemond \| |
| Arbitro:                 | Andy Van Hellemond |                               |                   |                                                                          |

| Vancouver 22 aprile 1996 | Colorado Avalanche | 3 – 4 (1-1; 1-3; 1-0) referto | Vancouver Canucks | General Motors Place (18.422 spett.)\| Arbitro: \| Don Koharski \| |
| Arbitro:                 | Don Koharski       |                               |                   |                                                                    |

| Denver 25 aprile 1996 | Vancouver Canucks | 4 – 5 (d.t.s.) (1-1; 2-1; 1-2) referto | Colorado Avalanche | McNichols Sports Arena (16.061 spett.)\| Arbitro: \| Paul Stewart \| |
| Arbitro:              | Paul Stewart      |                                        |                    |                                                                      |

| Vancouver 27 aprile 1996 | Colorado Avalanche | 3 – 2 (0-0; 2-2; 1-0) referto | Vancouver Canucks | General Motors Place (18.422 spett.)\| Arbitro: \| Mark Faucette \| |
| Arbitro:                 | Mark Faucette      |                               |                   |                                                                     |

#### Chicago - Calgary
| Chicago 17 aprile 1996 | Calgary Flames | 1 – 4 (1-2; 0-1; 0-1) referto | Chicago Blackhawks | United Center (17.455 spett.)\| Arbitro: \| Bill McCreary \| |
| Arbitro:               | Bill McCreary  |                               |                    |                                                              |

| Chicago 19 aprile 1996 | Calgary Flames | 0 – 3 (0-1; 0-2; 0-0) referto | Chicago Blackhawks | United Center (19.972 spett.)\| Arbitro: \| Kerry Fraser \| |
| Arbitro:               | Kerry Fraser   |                               |                    |                                                             |

| Calgary 21 aprile 1996 | Chicago Blackhawks | 7 – 5 (2-0; 3-1; 3-3) referto | Calgary Flames | Canadian Airlines Saddledome (15.229 spett.)\| Arbitro: \| Don Koharski \| |
| Arbitro:               | Don Koharski       |                               |                |                                                                            |

| Calgary 23 aprile 1996 | Chicago Blackhawks | 2 – 1 (d.t.s.) (0-0; 0-1; 1-0; 0-0; 0-0) referto | Calgary Flames | Canadian Airlines Saddledome (16.629 spett.)\| Arbitro: \| Mark Faucette \| |
| Arbitro:               | Mark Faucette      |                                                  |                |                                                                             |

#### Toronto - St. Louis
| Toronto 16 aprile 1996 | St. Louis Blues | 3 – 1 (1-1; 0-0; 2-0) referto | Toronto Maple Leafs | Maple Leaf Gardens (15.746 spett.)\| Arbitro: \| Rob Shick \| |
| Arbitro:               | Rob Shick       |                               |                     |                                                               |

| Toronto 18 aprile 1996 | St. Louis Blues | 4 – 5 (d.t.s.) (1-3; 2-0; 1-1) referto | Toronto Maple Leafs | Maple Leaf Gardens (15.746 spett.)\| Arbitro: \| Paul Stewart \| |
| Arbitro:               | Paul Stewart    |                                        |                     |                                                                  |

| St. Louis 21 aprile 1996 | Toronto Maple Leafs | 2 – 3 (d.t.s.) (1-0; 1-2; 0-0) referto | St. Louis Blues | Kiel Center (20.516 spett.)\| Arbitro: \| Dan Marouelli \| |
| Arbitro:                 | Dan Marouelli       |                                        |                 |                                                            |

| St. Louis 23 aprile 1996 | Toronto Maple Leafs | 1 – 5 (0-1; 0-2; 1-2) referto | St. Louis Blues | Kiel Center (20.105 spett.)\| Arbitro: \| Andy Van Hellemond \| |
| Arbitro:                 | Andy Van Hellemond  |                               |                 |                                                                 |

| Toronto 25 aprile 1996 | St. Louis Blues | 4 – 5 (d.t.s.) (2-3; 1-1; 1-0) referto | Toronto Maple Leafs | Maple Leaf Gardens (15.746 spett.)\| Arbitro: \| Paul Devorski \| |
| Arbitro:               | Paul Devorski   |                                        |                     |                                                                   |

| St. Louis 27 aprile 1996 | Toronto Maple Leafs | 1 – 2 (0-0; 1-0; 0-2) referto | St. Louis Blues | Kiel Center (20.777 spett.)\| Arbitro: \| Bill McCreary \| |
| Arbitro:                 | Bill McCreary       |                               |                 |                                                            |

### Semifinali di Conference

#### Detroit - St. Louis
| Detroit 3 maggio 1996 | St. Louis Blues | 2 – 3 (0-1; 1-1; 1-1) referto | Detroit Red Wings | Joe Louis Arena (19.983 spett.)\| Arbitro: \| Terry Gregson \| |
| Arbitro:              | Terry Gregson   |                               |                   |                                                                |

| Detroit 5 maggio 1996 | St. Louis Blues | 3 – 8 (1-5; 1-0; 1-3) referto | Detroit Red Wings | Joe Louis Arena (19.983 spett.)\| Arbitro: \| Bill McCreary \| |
| Arbitro:              | Bill McCreary   |                               |                   |                                                                |

| St. Louis 8 maggio 1996 | Detroit Red Wings | 4 – 5 (d.t.s.) (1-3; 2-0; 1-1) referto | St. Louis Blues | Kiel Center (20.792 spett.)\| Arbitro: \| Kerry Fraser \| |
| Arbitro:                | Kerry Fraser      |                                        |                 |                                                           |

| St. Louis 10 maggio 1996 | Detroit Red Wings | 0 – 1 (0-0; 0-1; 0-0) referto | St. Louis Blues | Kiel Center (20.792 spett.)\| Arbitro: \| Mark Faucette \| |
| Arbitro:                 | Mark Faucette     |                               |                 |                                                            |

| Detroit 12 maggio 1996 | St. Louis Blues    | 3 – 2 (1-0; 1-1; 1-1) referto | Detroit Red Wings | Joe Louis Arena (19.983 spett.)\| Arbitro: \| Andy Van Hellemond \| |
| Arbitro:               | Andy Van Hellemond |                               |                   |                                                                     |

| St. Louis 14 maggio 1996 | Detroit Red Wings | 4 – 2 (2-0; 0-0; 2-2) referto | St. Louis Blues | Kiel Center (20.796 spett.)\| Arbitro: \| Dan Marouelli \| |
| Arbitro:                 | Dan Marouelli     |                               |                 |                                                            |

| Detroit 16 maggio 1996 | St. Louis Blues | 0 – 1 (d.t.s.) (0-0; 0-0; 0-0; 0-0) referto | Detroit Red Wings | Joe Louis Arena (19.983 spett.)\| Arbitro: \| Bill McCreary \| |
| Arbitro:               | Bill McCreary   |                                             |                   |                                                                |

#### Colorado - Chicago
| Denver 2 maggio 1996 | Chicago Blackhawks | 3 – 2 (d.t.s.) (1-0; 0-2; 1-0) referto | Colorado Avalanche | McNichols Sports Arena (16.061 spett.)\| Arbitro: \| Don Koharski \| |
| Arbitro:             | Don Koharski       |                                        |                    |                                                                      |

| Denver 4 maggio 1996 | Chicago Blackhawks | 1 – 5 (1-4; 0-1; 0-0) referto | Colorado Avalanche | McNichols Sports Arena (16.061 spett.)\| Arbitro: \| Rob Shick \| |
| Arbitro:             | Rob Shick          |                               |                    |                                                                   |

| Chicago 6 maggio 1996 | Colorado Avalanche | 3 – 4 (d.t.s.) (0-1; 3-1; 0-1) referto | Chicago Blackhawks | United Center (20.797 spett.)\| Arbitro: \| Terry Gregson \| |
| Arbitro:              | Terry Gregson      |                                        |                    |                                                              |

| Chicago 8 maggio 1996 | Colorado Avalanche | 3 – 2 (d.t.s.) (0-0; 1-1; 1-1; 0-0; 0-0) referto | Chicago Blackhawks | United Center (22.454 spett.)\| Arbitro: \| Andy Van Hellemond \| |
| Arbitro:              | Andy Van Hellemond |                                                  |                    |                                                                   |

| Denver 11 maggio 1996 | Chicago Blackhawks | 1 – 4 (0-1; 0-1; 1-2) referto | Colorado Avalanche | McNichols Sports Arena (16.061 spett.)\| Arbitro: \| Kerry Fraser \| |
| Arbitro:              | Kerry Fraser       |                               |                    |                                                                      |

| Chicago 13 maggio 1996 | Colorado Avalanche | 4 – 3 (d.t.s.) (1-1; 0-1; 2-1; 0-0) referto | Chicago Blackhawks | United Center (21.356 spett.)\| Arbitro: \| Mark Faucette \| |
| Arbitro:               | Mark Faucette      |                                             |                    |                                                              |

### Finale di Conference

#### Detroit - Colorado
| Detroit 19 maggio 1996 | Colorado Avalanche | 3 – 2 (d.t.s.) (0-1; 1-0; 1-1) referto | Detroit Red Wings | Joe Louis Arena (19.957 spett.)\| Arbitro: \| Don Koharski \| |
| Arbitro:               | Don Koharski       |                                        |                   |                                                               |

| Detroit 21 maggio 1996 | Colorado Avalanche | 3 – 0 (1-0; 2-0; 0-0) referto | Detroit Red Wings | Joe Louis Arena (19.983 spett.)\| Arbitro: \| Mark Faucette \| |
| Arbitro:               | Mark Faucette      |                               |                   |                                                                |

| Denver 23 maggio 1996 | Detroit Red Wings | 6 – 4 (2-1; 3-3; 1-0) referto | Colorado Avalanche | McNichols Sports Arena (16.061 spett.)\| Arbitro: \| Terry Gregson \| |
| Arbitro:              | Terry Gregson     |                               |                    |                                                                       |

| Denver 25 maggio 1996 | Detroit Red Wings  | 2 – 4 (0-1; 1-1; 1-2) referto | Colorado Avalanche | McNichols Sports Arena (16.061 spett.)\| Arbitro: \| Andy Van Hellemond \| |
| Arbitro:              | Andy Van Hellemond |                               |                    |                                                                            |

| Detroit 27 maggio 1996 | Colorado Avalanche | 2 – 5 (0-2; 2-3; 0-0) referto | Detroit Red Wings | Joe Louis Arena (19.983 spett.)\| Arbitro: \| Kerry Fraser \| |
| Arbitro:               | Kerry Fraser       |                               |                   |                                                               |

| Denver 29 maggio 1996 | Detroit Red Wings | 1 – 4 (1-1; 0-3; 0-0) referto | Colorado Avalanche | McNichols Sports Arena (16.061 spett.)\| Arbitro: \| Bill McCreary \| |
| Arbitro:              | Bill McCreary     |                               |                    |                                                                       |

## Finale Stanley Cup
La finale della Stanley Cup 1996 è stata una serie al meglio delle sette gare che ha determinato il campione della National Hockey League per la stagione 1995-1996. I Colorado Avalanche hanno sconfitto i Florida Panthers in quattro partite e si sono aggiudicati la Stanley Cup per la prima volta nella loro storia, inclusi gli anni trascorsi sotto il nome di Quebec Nordiques. Per entrambe le franchigie si trattò della prima finale di Stanley Cup disputata.

## Statistiche

### Classifica marcatori
La seguente lista elenca i migliori marcatori al termine dei playoff.

| Giocatore         | Squadra             | PG | G  | A  | Pt | +/- | MP |
| ----------------- | ------------------- | -- | -- | -- | -- | --- | -- |
| Joe Sakic         | Colorado Avalanche  | 22 | 18 | 16 | 34 | +10 | 14 |
| Mario Lemieux     | Pittsburgh Penguins | 18 | 11 | 16 | 27 | +3  | 33 |
| Jaromír Jágr      | Pittsburgh Penguins | 18 | 11 | 12 | 23 | +7  | 18 |
| Valerij Kamenskij | Colorado Avalanche  | 22 | 10 | 12 | 22 | +11 | 28 |
| Peter Forsberg    | Colorado Avalanche  | 22 | 10 | 11 | 21 | +10 | 18 |
| Petr Nedvěd       | Pittsburgh Penguins | 18 | 10 | 10 | 20 | +3  | 16 |
| Steve Yzerman     | Detroit Red Wings   | 18 | 8  | 12 | 20 | -1  | 4  |
| Sergej Fëdorov    | Detroit Red Wings   | 18 | 2  | 18 | 20 | +8  | 10 |
| Sandis Ozoliņš    | Colorado Avalanche  | 22 | 5  | 14 | 19 | +5  | 16 |
| Dave Lowry        | Florida Panthers    | 22 | 10 | 7  | 17 | +8  | 39 |

### Classifica portieri
Questa è una tabella che combina i cinque migliori portieri dei playoff per media di gol subiti a gara con i cinque migliori portieri per percentuale di parate, con almeno quattro partite disputate. La tabella è ordinata per la media gol subiti, e i criteri di inclusione sono in grassetto.

| Giocatore          | Squadra             | PG | Min     | V  | S  | OTS | TC  | GS | SO | Sv%  | MGS  |
| ------------------ | ------------------- | -- | ------- | -- | -- | --- | --- | -- | -- | ---- | ---- |
| Olaf Kölzig        | Washington Capitals | 5  | 341:06  | 2  | 3  | 1   | 167 | 11 | 0  | .934 | 1.94 |
| Ed Belfour         | Chicago Blackhawks  | 9  | 665:54  | 6  | 3  | 2   | 323 | 23 | 1  | .929 | 2.07 |
| Patrick Roy        | Colorado Avalanche  | 22 | 1453:53 | 16 | 6  | 2   | 649 | 51 | 3  | .921 | 2.10 |
| Chris Osgood       | Detroit Red Wings   | 15 | 935:48  | 8  | 7  | 1   | 322 | 33 | 2  | .898 | 2.12 |
| Ron Hextall        | Philadelphia Flyers | 12 | 759:41  | 6  | 6  | 4   | 319 | 27 | 0  | .915 | 2.11 |
| John Vanbiesbrouck | Florida Panthers    | 22 | 1331:31 | 12 | 10 | 1   | 735 | 50 | 1  | .932 | 2.25 |
| Ken Wregget        | Pittsburgh Penguins | 9  | 598:47  | 7  | 2  | 0   | 328 | 23 | 1  | .930 | 2.30 |
| Tom Barrasso       | Pittsburgh Penguins | 10 | 557:30  | 4  | 5  | 0   | 337 | 26 | 1  | .923 | 2.80 |